# Парос (новий аеропорт)
Національний аеропорт Парос (грец. Παντελαίειο Αεροδρόμιο Πάρου (IATA: PAS, ICAO: LGPA)) — аеропорт, який обслуговує острів Парос, регіон Кикладські острови, Греція, в . Аеропорт розташований в південно-західній частині острова, приблизно в 10 км від порту Парикія. Введено в дію 25 липня 2016 року замість старого аеропорту Парос

## Історія
Старий аеропорт, що розташовується за декілька км південніше, функціонував у 1982 -2016, мав закоротку злітно-посадкову смугу (710 м), новітнє летовище має смугу завдовжки 1 400 м.

## Авіалінії та напрямки
| Авіакомпанія   | Пункт призначення               |
| -------------- | ------------------------------- |
| Astra Airlines | Сезонний: Грац, Афіни, Салоніки |
| Olympic Air    | Афіни Сезонний: Салоніки        |
| Smartwings     | Сезонний чартер: Прага          |
| Sky Express    | Афіни Сезонний: Іракліон        |

## Ресурси Інтернету
- Hellenic Civil Aviation Authority - Paros Airport [Архівовано 9 листопада 2016 у Wayback Machine.]
- Greek Airports Guide - Paros Airport
- Greek Airports - Paros National Airport [Архівовано 11 серпня 2019 у Wayback Machine.]